# Incidente della Betelgeuse
L'incidente della Betelgeuse, noto anche come il disastro di Whiddy Island, avvenne l'8 gennaio 1979, verso l'una del mattino, quando la petroliera Betelgeuse, ancorata al terminal petrolifero di Whiddy Island, West Cork, Irlanda, esplose durante le operazioni di scarico. La nave apparteneva alla Total S.A., mentre il terminal era di proprietà della Gulf Oil.
L'esplosione e il conseguente incendio portarono alla morte di 50 persone (42 francesi, 7 irlandesi e 1 inglese). Solo 27 corpi furono ritrovati. Un sommozzatore olandese morì durante le operazioni di recupero.

## Premessa
Negli anni '60, le ipotesi più accreditate nel ramo dei trasporti petroliferi indicavano l'uso di navi ULCC (Ultra Large Crude Carrier, superpetroliere), come il sistema più economico di portare il greggio dal Medio Oriente all'Europa. Le navi di questo tipo erano troppo grandi per accedere alla quasi totalità dei vecchi porti nell'Atlantico, nel Mare del Nord e nella Manica.
Di conseguenza, si ritenne opportuno costruire un nuovo terminal europeo, capace di gestire navi ancora più grandi, allora in fase di progetto. L'idea era quella di scaricare il greggio arabo in questo terminal, per poi smistarlo alle raffinerie con petroliere più piccole. La chiusura del Canale di Suez nel 1967 (conseguenza della Guerra dei Sei Giorni) rese ancor più verosimile l'idea. Ora che il greggio doveva seguire la rotta del Capo di Buona Speranza, le vecchie limitazioni di tonnellaggio imposte da Suez perdevano ogni senso.
Nel 1966 la Gulf Oil scelse per la costruzione il sito di Whiddy Island, nella baia di Bantry, Irlanda. L'isola offriva un punto di ancoraggio lungo, protetto e profondo. Inoltre era molto lontana dai centri urbani più popolosi e dalle rotte mercantili. La costruzione iniziò nel 1967 e richiese due anni per il completamento.
L'impianto sull'isola comprendeva una tank farm, con due serbatoi per l'acqua di zavorra, due per il carburante navale, uno per il diesel e dodici per il greggio. Ogni serbatoio poteva contenere 81.280 tonnellate, per una capacità complessiva di circa 1.3 milioni di tonnellate. Le navi venivano collegate all'impianto tramite un molo d'ancoraggio (colloquialmente definito "l'approdo") in cemento, lungo 488 metri. Si affermava che la struttura fosse in grado di far ancorare navi fino a 500.000 tonnellate di stazza, che comunque ancora non erano state costruite.
Il terminal lavorò a pieno regime per i primi cinque anni. Ma ben presto il canale di Suez venne riaperto, mentre le aziende si accorgevano che l'uso delle superpetroliere non era conveniente come speravano. Il fondamento economico del terminale a Whiddy era del tutto incompatibile con la nuova filosofia just-in-time. A questo si aggiungeva un forte calo della domanda di petrolio, prodotto in egual misura dalla crisi e da un aumento dei prezzi. Alla fine degli anni 70, la Gulf non riusciva più a giustificare i costi del proprio impianto. Molte misure di riduzione delle spese dovettero essere applicate.

## L'incidente
Il 24 novembre 1978, la petroliera Betelgeuse (121.432 tonnellate di portata lorda) lasciò a pieno carico Ras Tanura, nel Golfo Persico e si diresse al porto di Leixões, nel comune di Matosinhos, Portogallo. Costruita nel 1968 in Francia, la nave era stata registrata a Le Havre dalla Total.
La rotta originale prevedeva un alleggerimento del carico a Sines, ma le condizioni climatiche impedirono alla nave di entrare nel porto. A Leixoes la situazione peggiorò: un'altra nave si era spiaggiata trasversalmente all'ingresso del porto, bloccando l'ingresso. A questo punto il capitano ricevette l'ordine di fare rotta per Whiddy Island.
Dopo uno stop a Vigo, per sostituire parte dell'equipaggio, la nave si diresse alla volta dell'Irlanda. Nella baia di Biscay il cattivo tempo causò una perdita di olio: la Betelgeuse avrebbe dovuto fermarsi a Brest, ma la falla venne trovata e la rotta originaria ripresa. Il 4 gennaio 1979 la Betelgeuse iniziò le procedure di ancoraggio nella baia di Bantry.
Alle 8 di sera del 6 gennaio le operazioni di collegamento al molo erano terminate. Alle 11 e 30 dalla Betelgeuse iniziò lo scarico di 114.000 tonnellate di greggio arabo, che avrebbero richiesto circa 36 ore. Parte dell'equipaggio scese a terra, mentre la moglie di un ufficiale lo raggiunse a bordo.
Circa all'una di notte (l'orario preciso non è noto) di lunedì 8 gennaio, dalla nave si udì un forte rumore, descritto come un rombo o uno strappo, subito seguito da una immane esplosione nello scafo. L'onda d'urto scagliò gli uomini dal molo al mare aperto. Gli abitanti del luogo videro la Betelgeuse prendere fuoco subito dopo. Seguì una serie di esplosioni, che spezzarono lo scafo in due. Gran parte del carico rimasto a bordo si incendiò a sua volta e le temperature nell'area immediatamente vicina raggiunsero i 1.000 gradi: la banchina di cemento fu totalmente distrutta e i pompieri non riuscirono ad avvicinarsi al relitto. Gli sforzi di questi ultimi si concentrarono allora sull'impianto, in modo da non permettere al fuoco di raggiungere i serbatoi.
Circa 12 ore dopo l'esplosione la Betelgeuse affondò in 40 m d'acqua, spegnendo la maggior parte delle fiamme.
Ciononostante, fu impossibile avvicinarsi ai resti per due settimane, a causa delle nuvole di gas tossici e infiammabili che lo circondavano.